# Pulau Augusta
Pulau Augusta är en ö i Indonesien.   Den ligger i provinsen Papua Barat, i den östra delen av landet, 2 700 km öster om huvudstaden Jakarta. Arean är 0,26 kvadratkilometer.
Terrängen på Pulau Augusta är platt. Öns högsta punkt är 17 meter över havet. Den sträcker sig 0,5 kilometer i nord-sydlig riktning, och 0,7 kilometer i öst-västlig riktning.